# سیارک ۱۷۴۸۹
سیارک ۱۷۴۸۹ (به انگلیسی: 17489 Trenker، نامگذاری:1991TS6) هفده هزار و چهارصد و هشتاد و نهمین سیارک کشف شده‌است که در ۲ اکتبر ۱۹۹۱ کشف شد.
قدر مطلق سیارک برابر ۱۴٫۱۰ است.